# Acrocercops gemmans
Acrocercops gemmans là một loài bướm đêm thuộc họ Gracillariidae. Nó được tìm thấy ở México. Nó được miêu tả bởi Walsingham, Lord Thomas de Grey, năm 1914.